# کارملو دی بلا
کارملو دی بلا (انگلیسی: Carmelo Di Bella; ۳۰ ژانویهٔ ۱۹۲۱ – ۹ سپتامبر ۱۹۹۲) بازیکن فوتبال اهل ایتالیا بود.
از باشگاه‌هایی که در آن بازی کرده‌است می‌توان به باشگاه فوتبال پالرمو و باشگاه فوتبال کاتانیا اشاره کرد.